# Emel Etem Toschkowa

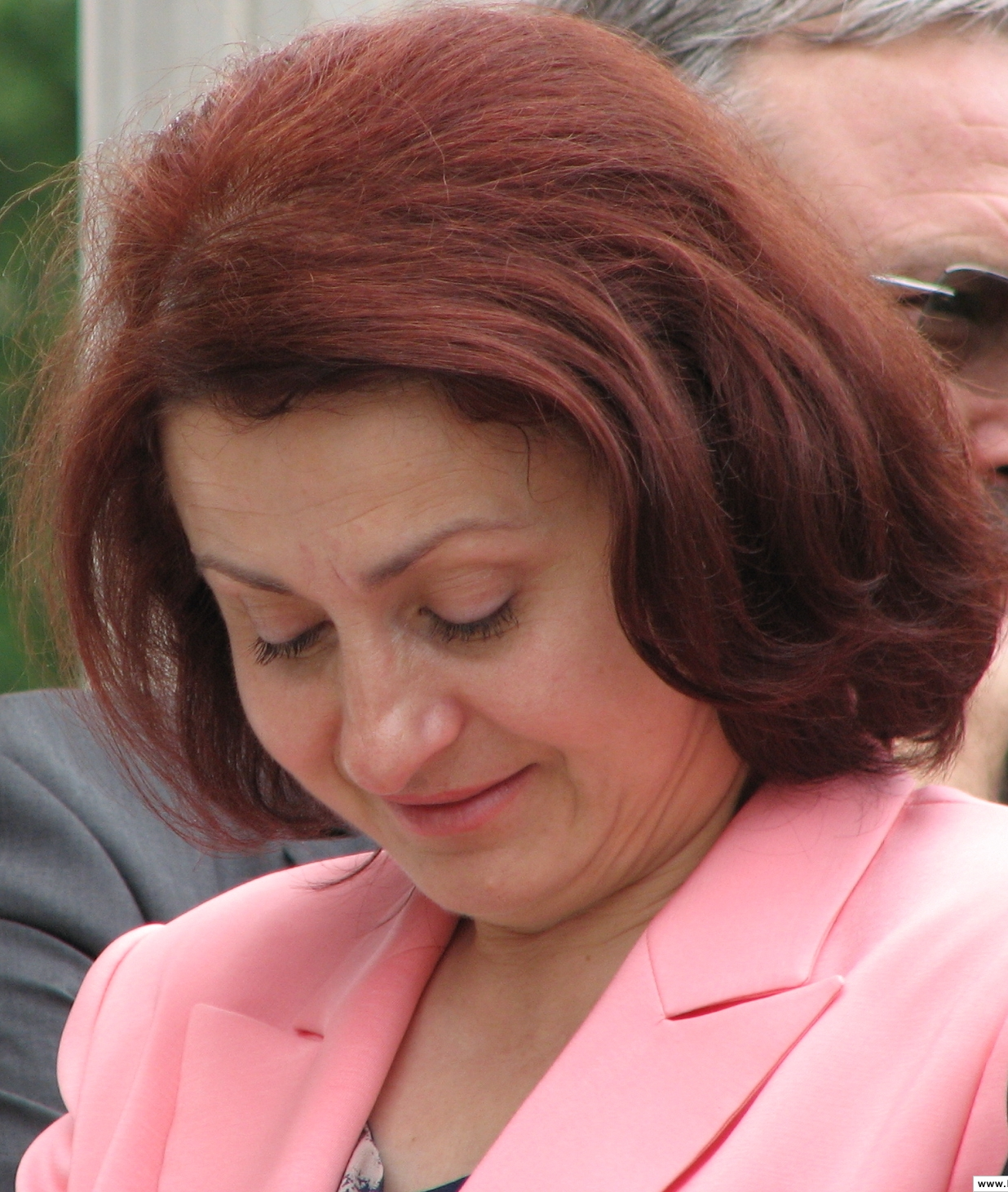
Emel Etem Toschkowa

Emel Etem Toschkowa (bulgarisch: Емел Етем Тошкова, * 4. März 1958 in Isperich, Oblast Rasgrad, Bulgarien) ist eine bulgarische Politikerin türkischer Abstammung. Sie war von 2005 bis 2009 Ministerin für nationale Angelegenheiten in der bulgarischen Regierung sowie Vize-Premierministerin. Sie vertritt die Partei Bewegung für Rechte und Freiheiten.

## Leben
1981 erwarb sie an der Universität Russe den Master im Fach Maschinenbau und arbeitete anschließend bis 1992 als Ingenieurin.
| Personendaten    | Personendaten                               |
| ---------------- | ------------------------------------------- |
| NAME             | Toschkowa, Emel Etem                        |
| ALTERNATIVNAMEN  | Etem, Emel; Тошкова, Емел Етем (bulgarisch) |
| KURZBESCHREIBUNG | bulgarische Politikerin                     |
| GEBURTSDATUM     | 4. März 1958                                |
| GEBURTSORT       | Isperich, Oblast Rasgrad, Bulgarien         |